# Virna De Angeli
Virna De Angeli (* 27. Februar 1976 in Gravedona) ist eine ehemalige italienische Leichtathletin, die sich auf den Sprint spezialisiert hat. Ihren größten Erfolg feierte sie mit dem Sieg über 400 Meter bei den Mittelmeerspielen 1997 in Bari. Sie war mit dem Langstreckenläufer Stefano Baldini verheiratet.

## Sportliche Laufbahn
Erste internationale Erfahrungen sammelte Virna De Angeli im Jahr 1993, als sie bei den Junioreneuropameisterschaften in Donostia / San Sebastián in 59,26 s den sechsten Platz im 400-Meter-Hürdenlauf belegte und mit der italienischen 4-mal-400-Meter-Staffel mit 3:41,68 min auf Rang vier gelangte. Im Jahr darauf gewann sie bei den Juniorenweltmeisterschaften in Lissabon in 56,93 s die Silbermedaille über 400 m Hürden und verpasste mit der Staffel mit 3:41,02 min den Finaleinzug. Anschließend kam sie bei den Europameisterschaften in Helsinki mit 58,60 s nicht über den Vorlauf über die Hürden hinaus und schied auch mit der Staffel mit 3:33,31 min in der Vorrunde aus. 1995 belegte sie bei den Junioreneuropameisterschaften in Nyíregyháza in 57,79 s den vierten Platz über 400 m Hürden und gelangte mit der Staffel mit 3:38,96 min auf Rang fünf. Anschließend verpasste sie bei den Weltmeisterschaften in Göteborg mit 3:30,88 min den Finaleinzug im Staffelbewerb. Im Jahr darauf belegte sie bei den Halleneuropameisterschaften in Stockholm in 52,17 s den ersten Platz im B-Finale über 400 Meter und schied im 200-Meter-Lauf mit 56,49 s in der ersten Runde aus. Dies bedeutete über 400 Meter einen neuen Landesrekord. Im Juli schied sie bei den Olympischen Sommerspielen in Atlanta mit 57,12 s im Vorlauf über 400 m Hürden aus und schied im 400-Meter-Lauf mit 51,77 s im Viertelfinale aus. 
1997 schied sie bei den Hallenweltmeisterschaften in Paris mit 23,39 s im Halbfinale über 200 Meter aus und im Juni siegte sie in 51,31 s über 400 Meter bei den Mittelmeerspielen in Bari. Anschließend belegte sie bei den Weltmeisterschaften in Athen mit der 4-mal-400-Meter-Staffel in 3:30,63 min im Finale den achten Platz. Im Jahr darauf kam sie bei den Europameisterschaften in Budapest mit 53,42 s nicht über den Vorlauf über 400 Meter hinaus und klassierte sich im Staffelbewerb mit 3:29,31 min auf dem siebten Platz. 1999 schied sie bei den Hallenweltmeisterschaften in Maebashi mit 52,95 s im Halbfinale über 400 Meter aus und im August schied sie bei den Freiluft-Weltmeisterschaften in Sevilla mit 52,78 s im Viertelfinale aus. Zudem gelangte sie im Staffelbewerb mit 3:29,56 min im Finale auf Rang acht. Im Jahr darauf schied sie bei den Halleneuropameisterschaften in Gent mit 53,37 s im Semifinale über 400 Meter aus und gewann im Staffelbewerb in 3:35,01 min gemeinsam mit Francesca Carbone, Carla Barbarino und Patrizia Spuri die Silbermedaille hinter dem russischen Team. Im September nahm sie mit der Staffel erneut an den Olympischen Sommerspielen in Sydney teil und schied dort mit 3:27,23 min im Vorlauf aus, wie auch bei den Leichtathletik-Weltmeisterschaften 2003 nahe Paris mit 3:32,00 min. Bis 2008 bestritt sie noch Wettkämpfe auf nationaler Ebene, ehe sie ihre aktive sportliche Karriere im Alter von 32 Jahren endgültig beendete.
In den Jahren 1996 und 1997 wurde De Angeli italienische Meisterin im 200-Meter-Lauf im Freien und in der Halle und 1999, 2003 und 2004 über 400 Meter im Freien und 1999 in der Halle. Zudem wurde sie 1994 Landesmeisterin über 400 m Hürden.

## Persönliche Bestleistungen
- 200 Meter: 23,24 s (0,0 m/s), 11. Mai 1996 in Vigevano
  - 200 Meter (Halle): 23,24 s, 11. Februar 1997 in Genua
- 400 Meter: 51,31 s, 17. Juni 1997 in Bari
  - 400 Meter (Halle): 52,17 s, 10. März 1996 in Stockholm
- 400 m Hürden: 55,64 s, 28. Juni 1996 in Lissabon